# Camilla Läckberg
Jean Edith Camilla Läckberg (Fjällbacka, 30 augustus 1974) is een Zweedse schrijfster van misdaadromans.

## Persoonlijk
Camilla Läckberg is van huis uit econoom maar tegenwoordig fulltime schrijfster. Ze woont in Stockholm met haar vier kinderen. Ze is momenteel voor de derde keer getrouwd. De meeste van haar boeken spelen zich af aan de westkust van Zweden, de streek waar ze ook geboren is.

## Verfilmingen
Vier boeken van Läckberg zijn verfilmd: IJsprinses (2007), Predikant (2007), Steenhouwer (2009) en Zusje (2009). In 2013 volgde de zesdelige serie de Fjällbacka Murders, die gebaseerd zijn op de personages uit de boeken van Läckberg en zich ook afspelen in het plaatsje Fjällbacka. Ook de televisieserie Lyckoviken kwam voort uit een idee van Läckberg.